# 15. Feldartillerie-Brigade (Deutsches Kaiserreich)
Die 15. Feldartillerie-Brigade war ein Großverband der Preußischen Armee.

## Geschichte
Die 15. Feldartillerie-Brigade hatte ihren Ursprung in der 8. Artillerie-Brigade, die am 16. Juni 1864 durch Trennung der Feldartillerie von der Festungsartillerie gebildet wurde. Am 18. Juli 1872 wurde sie in 8. Feldartillerie-Brigade umbenannt und das Fußartillerie-Regiment (früher Festungs-Artillerie-Regiment) direkt dem Armee-Korps unterstellt. Dafür wurde das Feldartillerie-Regiment in seinem Bestand erweitert und geteilt. Bezeichnung und Nummer blieben bei den beiden Feldartillerie-Regimentern gleich. Das eine Regiment erhielt den Zusatz „Divisions-Artillerie“ und das andere „Korps-Artillerie“. Dies verdeutlichte ihre Einsatzbestimmung im Kriegsfall. 1874 wurde die vorläufige Organisation („Divisions-Artillerie“ und „Korps-Artillerie“) aufgehoben und jedes Artillerie-Regiment erhielt eine eigene Kennzeichnung.
Mit der Auflösung der Feldartillerie-Inspektionen (AKO-Erlass vom 14. März 1889) wurden die Feldartillerie-Brigaden direkt dem Armee-Korps unterstellt und so wurde sie zum 1. Oktober 1899 in 15. Feldartillerie-Brigade umbenannt.
Am 16. Februar 1917 wurde sie zum Artillerie-Kommandeur 15 umfunktioniert, dem damit die taktische Führung der gesamten Feld- und schweren Artillerie oblag.
Sie war Teil der 15. Division (Standort Köln), die dem VIII. Armee-Korps in Koblenz zugeordnet war.

### Standorte
- 1864 bis 1899 Koblenz
- 1900 bis 1919 Köln

### Gliederung
- 1864 bis 1872

Rheinisches Feldartillerie-Regiment Nr. 8 und Rheinisches Festungsartillerie-Regiment Nr. 8
- 1872 bis 1874

Rheinisches Feldartillerie-Regiment Nr. 8 Korps-Artillerie und Rheinisches Feldartillerie-Regiment Nr. 8 Divisions-Artillerie
- 1874 bis 1890

1. Rheinisches Feldartillerie-Regiment Nr. 8 und 2. Rheinisches Feldartillerie-Regiment Nr. 23
- 1891 bis 1899

Wie vor, zusätzlich Rheinisches Train-Bataillon Nr. 8
- 1899 bis 1912

2. Rheinisches Feldartillerie-Regiment Nr. 23 und Bergisches Feldartillerie-Regiment Nr.59
- 1912 bis 1914

Bergisches Feldartillerie-Regiment Nr.59 und 3. Rheinisches Feldartillerie-Regiment Nr.83
- Kriegsgliederung bei Mobilmachung 1914

Wie vor
- Kriegsgliederung am 7. April 1918

Wie vor, ohne Feldartillerie-Regiment Nr. 83

### Erster Weltkrieg
Mit Kriegsbeginn wurde die Brigade unter Führung des Generals Wilhelm von Woyna im Verband der 15. Division ausschließlich an der Westfront eingesetzt.
Zu den Kampfhandlungen, Gefechten und Schlachten siehe Kampfgeschehen der 15. Division.

### Brigadekommandeure
| Name                                      | Datum                                    |
| ----------------------------------------- | ---------------------------------------- |
| 8. Artillerie-Brigade                     |                                          |
| Albert Hagemeier genannt von Niebelschütz | 16. Juni 1864 bis 1. Oktober 1865        |
| Hermann von Rozynski-Manger               | 2. Oktober 1865 bis 11. August 1868      |
| Hermann von Kameke                        | 12. August 1868 bis 26. Juni 1871        |
| Adolf von Ramm                            | 27. Juni 1871 bis 18. Juli 1872          |
| 8. Feldartillerie-Brigade                 |                                          |
| Adolf von Ramm                            | 18. Juli 1872 bis 8. Juni 1874           |
| Christoph von Bauer                       | 9. Juni 1874 bis 23. Juli 1879           |
| Otto von Schüßler                         | 24. Juli 1879 bis 10. Dezember 1884      |
| Hermann von Burchard                      | 11. Dezember 1884 bis 12. Dezember 1887  |
| Franz von Mutius                          | 13. Dezember 1887 bis 19. Dezember 1890  |
| Hermann Pratsch                           | 20. Dezember 1890 bis 18. September 1891 |
| Heinrich Rohne                            | 19. September 1891 bis 19. Mai 1896      |
| Heinrich Wilhelm Braumüller               | 20. Mai 1896 bis 17. August 1898         |
| Maximilian Klapp                          | 18. August 1898 bis 16. Dezember 1898    |
| Georg von Oppen                           | 17. Dezember 1898 bis 1. Oktober 1899    |
| 15. Feldartillerie-Brigade                |                                          |
| Georg von Oppen                           | 1. Oktober 1899 bis 21. April 1902       |
| Otto Leo von Blanquet                     | 22. April 1902 bis 20. Mai 1906          |
| Heinrich Serno                            | 21. Mai 1906 bis 26. Januar 1912         |
| Max Polster                               | 27. Januar 1912 bis 2. Februar 1914      |
| Wilhelm von Woyna                         | 3. Februar 1914 bis 23. November 1914    |
| Karl von Sandrart                         | 24. November 1914 bis 8. Juni 1915       |
| Wilhelm von Ribbentrop                    | 9. Juni 1915 bis 16. Februar 1917        |
| Artillerie-Kommandeur 15                  |                                          |
| Wilhelm von Rippentrop                    | 16. Februar 1917 bis 27. Juni 1918       |
| Georg Stützke                             | 28. Juni 1918 bis Kriegsende             |
| Wilhelm von Rippentrop                    | 28. Januar 1919 (Demobilisierung)        |